# Sanz: Lo que fui es lo que soy
Sanz: Lo que fui es lo que soy es una película documental española dirigida por Gervasio Iglesias y Alexis Morante, estrenada en 2018. Está protagonizada por el mismo Alejandro Sanz y cuenta con la colaboración de otros artistas de su entorno como Antonio Carmona, Antonio Orozco, David Bisbal, Malú, Laura Pausini, Miguel Bosé o Shakira.
Como lagometraje lleva a cabo un minucioso repaso de la trayectoria profesional y personal del cantante madrileño Alejandro Sanz, con una mirada atrás a lo largo de su carrera con material inédito.

## Argumento
Narra una cuenta atrás que culmina en los ensayos previos al evento "Más es Más” en el Estadio Vicente Calderón de Madrid en 2017. La película comienza en los preparativos del concierto de Jarandilla de la Vera, Extremadura, con su antigua banda en 1998. Realiza un viaje al pasado para revivir su trayectoria profesional, a lo largo de más de veintisiete años de carrera, en los que se ha consolidado como uno de los artistas más reconocidos e influyentes del mundo. Ídolo de masas, músico y compositor, Sanz es autor de los dos discos más vendidos en la historia de la música española y ganador de 20 Premios Grammy Latino y 3 Premios Grammy, revelando el filme detalles de su personalidad y su mundo interior, contando con numeroso material inédito nunca visto hasta entonces con el que se realiza un retrato cercano, íntimo y personal del cantante.

## Reparto
- Alejandro Sanz como cantautor protagonista.
- Antonio Carmona como cantante.
- Antonio Orozco como cantante y compositor.
- David Bisbal como cantante.
- Dani Martín como cantante.
- India Martínez como cantante.
- Juan Luis Guerra cantante y productor.
- Juanes como cantante.
- Laura Pausini como cantante.
- Malú como cantante.
- Miguel Bosé como músico y cantante.[1]

## Producción

### Dirección
Sanz, lo que fui es lo que soy es un retrato cercano, íntimo y personal del cantante y compositor, dirigido por Óscar García Blesa, Mercedes Cantero, Alexis Morante y Gervasio Iglesias.

### Rodaje
El rodaje de este largometraje comenzó el 19 de mayo de 2017 y finalizó el 10 de octubre de 2017. Las grabaciones se realizaron en Jarandilla de la Vera (Cáceres), Madrid y en Miami (EE. UU.)  se utilizaron también grabaciones del protagonista de cuando era pequeño, que ni él mismo recordaba.

### Banda sonora
En la banda sonora se recogen desde sus primeras maquetas, hasta canciones grabadas en directo, éxitos, y canciones con una relación especial con su persona, desde el "Maneras de vivir" hasta canciones de Lole y Manuel o Paco de Lucía se mezclan con versiones acústicas de "Corazón partío" o canciones grabadas en sus primeros conciertos. Canciones que representan todo un recorrido por su vida a través de la música.
Canciones:
1. Hoy que no estás – Alejandro Sanz
2. Mi nombre es Alejandro… – Alejandro Sanz
3. No es lo mismo – Alejandro Sanz
4. Lo que fui es lo que soy (En directo) – Alejandro Sanz
5. Uno entre un millón… – Alejandro Sanz
6. Maneras de vivir (Version 2004-directo México) – Rosendo
7. A la primera persona – Alejandro Sanz
8. Érase una vez una ciudad… – Alejandro Sanz
9. Un cuento para mi niño – Lole Y Manuel
10. Mi primera canción (con Paco de Lucía y Presuntos Implicados) (En directo) – Alejandro Sanz
11. Paco de Lucia – Alejandro Sanz
12. Entre dos aguas – Paco de Lucía
13. Los dos cogidos de la mano (Maqueta) – Alejandro Sanz
14. La tortura – Shakira & Alejandro Sanz
15. Otra canción de ecología (Maqueta) – Alejandro Sanz
16. Y, ¿si fuera ella? (En directo) – Alejandro Sanz
17. Todo es de color (Unplugged) – Alejandro Sanz
18. Angelitos negros – Jesús Sánchez
19. Ese que me dio vida (Demo) – Alejandro Sanz
20. Yo te traigo… 20 años – Alejandro Sanz
21. Corazón partío (Versión acústica) – Alejandro Sanz[10]

## Estreno
Sanz: lo que fui es lo que soy tuvo su estreno internacional el 19 de abril de 2018 en el 21 Festival de Málaga en la sección Málaga Prémiere y a su vez se produjo un estreno simultáneo en las salas de toda España. A otros países sin embargo tardó más en llegar, el 18 de mayo llegó a México, el 31 de este mismo mes llegó a Pánama, Costa Rica, El Salvador, Guatemala, Honduras y Perú, el 12 de junio llegó a Chile y por último el 2 de agosto de 2018 aterrizo en Argentina.

## Recepción
Sanz: lo que fui es lo que soy en su primer fin de semana consiguió situarse en el puesto número 11 de la taquilla global española. Asimismo en su primera semana en los cines se convirtió en el documental más visto de los estrenados en 2018, superando la cifra de 30.000 espectadores en toda España. Consiguiendo así una recaudación total de 154.562,00 €
Como notas de la crítica: 7,2/10 en IMDb, 6,3/10 en Filmaffinity y 7/10 en Sensacine.

## Premios

### Candidaturas
- Goya a la Mejor película
- Goya a la Mejor dirección
- Goya al Mejor guion original
- Goya a la Mejor dirección de producción
- Goya a la Mejor dirección de fotografía
- Goya al Mejor montaje
- Goya al Mejor sonido
- Goya a la Mejor película documental[18]
- Grammy Latino al Mejor Vídeo Musical Versión Larga

### Premios
Grammy Latino al Mejor Vídeo Musical Versión Larga